# ¡Ay de las ciudades impenitentes!

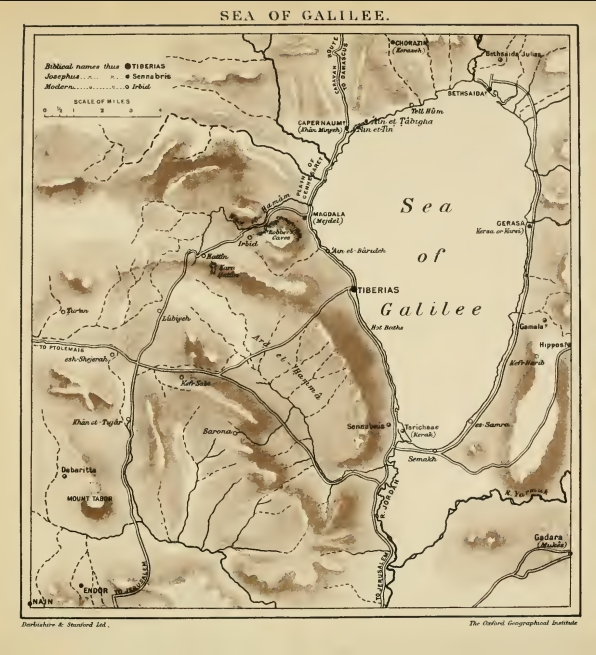
Las tres ciudades impenitentes se encontraban alrededor de la costa norte del mar de Galilea.

Las aflicciones de las ciudades impenitentes son una serie de pasajes significativos del Evangelio de Mateo y el Lucas que recogen el juicio de Jesús sobre varias ciudades de Galilea que rechazaron su mensaje a pesar de haber sido testigos de sus milagros. Este episodio marca un momento crucial en el ministerio de Jesús, destacando las consecuencias de negarse a arrepentirse y la responsabilidad que conlleva recibir la revelación divina.
La crítica de Jesús a estas ciudades refleja su frustración por su falta de fe y su renuencia a cambiar, a pesar de los numerosos signos y prodigios que realizó entre ellos. Estos pasajes proporcionan una visión de las expectativas de Jesús para sus seguidores y la seriedad con la que consideraba el rechazo de su mensaje.

## Texto

### Relato de Mateo
Entonces Jesús comenzó a criticar abiertamente a las ciudades en las que había hecho muchos de sus milagros, porque no se arrepentían. «¡Ay de ti, Corazín! ¡Ay de ti, Betsaida! Si en vosotras se hubieran hecho los milagros que se han hecho en Tiro y Sidón, hace tiempo que se habrían arrepentido con cilicio y ceniza. Pero os digo que en el día del juicio será más tolerable para Tiro y Sidón que para vosotras. ¿Y tú, Cafarnaúm, ¿serás acaso elevada hasta el cielo? No, serás abatida hasta el Hades. Porque si en Sodoma se hubieran hecho los milagros que se han hecho en ti, habría permanecido hasta hoy. Pero os digo que en el día del juicio será más tolerable para la región de Sodoma que para ti.
Mateo 11:20–24

### Relato de Lucas
¡Ay de ti, Corazín! ¡Ay de ti, Betsaida! Porque si en ti hubieran sido hechos los milagros que se han hecho en Tiro y en Sidón, hace tiempo que se habrían arrepentido, sentados en cilicio y ceniza. Pero será más tolerable para Tiro y Sidón en el juicio que para vosotros. ¿Y tú, Cafarnaúm, ¿serás acaso elevada hasta el cielo? No, sino que serás abatida hasta el Hades. El que os escucha a vosotros, a mí me escucha; y el que os rechaza a vosotros, a mí me rechaza; y el que me rechaza a mí, rechaza al que me ha enviado».Lucas 10:13-16

## Contexto histórico

### Las ciudades galileas
1. Corozain: Situada a unos tres kilómetros al norte del Mar de Galilea, Corozain era una pequeña ciudad conocida por sus edificios de piedra basalto.[2] Las excavaciones arqueológicas han descubierto una sinagoga del siglo III d. C., lo que sugiere la existencia de una próspera comunidad judía.[3]
2. Betsaida: Situada en la costa noreste del mar de Galilea, Betsaida era la ciudad natal de los apóstoles Pedro, Andrés y Felipe. También fue el lugar donde Jesús curó a un ciego (Marcos 8:22-26).
3. Cafarnaum: A menudo llamada «la ciudad de Jesús» (Mateo 9:1), Cafarnaum fue el centro del ministerio de Jesús en Galilea. Contaba con una sinagoga donde Jesús enseñaba y realizaba milagros.

### Tiro, Sidón y Sodoma
Tiro y Sidón eran antiguas ciudades fenicias situadas en la costa mediterránea, conocidas por su riqueza y su comercio marítimo. Los profetas del Antiguo Testamento las denunciaban a menudo por su orgullo y su maldad (Ezequiel 26-28, Isaías 23). Sodoma era famosa por su maldad y fue destruida por Dios en la época de Abraham (Génesis 19). Se convirtió en sinónimo de juicio divino y pecado extremo en la tradición judía y cristiana.

## Implicaciones teológicas
1. Responsabilidad del conocimiento: Las palabras de Jesús implican que un mayor conocimiento y exposición a la verdad divina conllevan una mayor responsabilidad. Las ciudades galileas habían sido testigos directos de los milagros de Jesús, lo que hacía que su incredulidad fuera más culpable que la de las ciudades gentiles, notoriamente malvadas.
2. Naturaleza del arrepentimiento: El pasaje enfatiza la importancia del arrepentimiento como respuesta a la revelación divina. Jesús esperaba que sus milagros condujeran al cambio de corazón y de comportamiento.
3. Juicio divino: Las palabras de Jesús afirman un día futuro de juicio, con grados de castigo basados en las oportunidades dadas y rechazadas.
4. Autoridad mesiánica: Al pronunciar juicio sobre estas ciudades, Jesús reclama implícitamente la autoridad divina.

## El concepto de «ay» en la Biblia y la literatura relacionada
El término «ay» (en griego: «ouai») se utiliza a menudo en la literatura profética para expresar el descontento divino y el juicio inminente. Aparece con frecuencia en los profetas del Antiguo Testamento (Isaías, Jeremías) y en las enseñanzas de Jesús. Los «ayes» sirven tanto como lamento como advertencia, expresando tristeza por el estado actual de las ciudades y educando al público sobre las consecuencias futuras de tal estado.

## Interpretaciones y perspectivas académicas
Cornelio a Lapide comenta el versículo «En verdad os digo que será más tolerable...» escribiendo que los ciudadanos de Tiro y Sidón serán castigados por sus maldades, pero que los galileos serán castigados más severamente: «1. Porque teníais mayor conocimiento de la ley de Dios y de la virtud. 2. Porque me habéis oído predicar y exhortar al arrepentimiento, y me habéis visto hacer muchos milagros, cosas que los tirios ni han visto ni han oído». Extrae la siguiente moraleja: los cristianos serán castigados más severamente en el día del juicio que los judíos; los ciudadanos romanos, que los indios; los sacerdotes, las monjas y los monjes, que los laicos; si los primeros vivieron una vida pecaminosa, porque «recibieron de Dios un mayor grado de gracia y conocimiento, y no hicieron uso de ellos, sino que abusaron de ellos para su mayor condenación». 